# Sagitta bombayensis
Sagitta bombayensis är en djurart som tillhör fylumet pilmaskar, och som beskrevs av Lele och Gae 1936. Sagitta bombayensis ingår i släktet Sagitta och familjen Sagittidae. Inga underarter finns listade i Catalogue of Life.